# Pietro Lesana
Pietro Lesana (...) è un ex bobbista italiano.

## Biografia
Viene ricordato come vincitore di una medaglia d'argento nella sua disciplina, ottenuta ai campionati mondiali del 1965 (edizione tenutasi a St. Moritz, Svizzera) insieme ai suoi connazionali Nevio De Zordo, Italo De Lorenzo e Robert Mocellini
Nell'edizione l'oro andò alla nazionale canadese.